# Niżnieje Gorodiszcze (Kraj Permski)
Niżnieje Gorodiszcze (ros. Нижнее Городище) – wieś (dieriewnia) w Rosji, w Kraju Permskim, w rejonie czastińskim. W 2010 liczyła 28 mieszkańców.